# Sportuniversität Tirana
Die Sportuniversität Tirana (albanisch Universiteti i Sporteve të Tiranës) ist eine staatliche Sportuniversität in der albanischen Hauptstadt Tirana. Sie wurde 1960 als Hochschule gegründet und ist seit 2010 eine eigenständige Universität. Die Sportuniversität Tirana ist die einzige Hochschule mit diesem Studiumsangebot im Land.

## Geschichte
Die Sportausbildung in Albanien hatte ihre Anfänge 1948, als in Tirana das Technikum für Fiskultur gegründet wurde, wo Lehrer eine Sportausbildung erhielten. 1958 wurde eine Abteilung für Sport an der Fakultät für Geschichtswissenschaft und Philologie der damals soeben eröffneten Universität Tirana eingerichtet.
1960 erfolgte die Gründung eines eigenständigen Instituts, das nach Vojo Kushi, einem albanischen und jugoslawischen Partisanen, benannt wurde und eine dreijährige Ausbildung anbot. Ab 1971 hieß die Hochschule Instituti i Lartë i Kulturës Fizike „Vojo Kushi“. Seit 1993 dauerte die Ausbildung vier Jahre.
2010 wurde die Hochschule in Akademia e Edukimit Fizik dhe Sporteve „Vojo Kushi“ umbenannt. Im Jahr 2010 wurde sie zu einer  Universität mit vollem universitären Curriculum erhoben.
Im Rahmen des „Entwurf-Paktes für die Universität“ (alb. Draft-Pakti për Universitetin), der Ende 2018 nach massiven Studentenprotesten von der albanischen Regierung beschlossen wurde, sollen laut der Ministerin für Bildung, Sport und Jugend Besa Shahini auch in die Sportuniversität Tirana Investitionen fließen. Konkrete Pläne lagen aber zurzeit dieser Erklärung im Juli 2019 nicht vor.

## Fakultäten
- Fakultät für Bewegungswissenschaft
- Fakultät für Trainingswissenschaft